# Liste des édifices labellisés « Maisons des Illustres » en Polynésie française
Cet article recense les édifices possédant le label « Maisons des Illustres » en Polynésie française. 
Au début 2024, la Polynésie ne compte qu'un seul édifice ainsi labellisé.

## Liste
| Édifice                       | Personnalité      | Île    | Commune | Référence | Protection | Coordonnées                   | Photo |
| ----------------------------- | ----------------- | ------ | ------- | --------- | ---------- | ----------------------------- | ----- |
| Maison James Norman Hall (en) | James Norman Hall | Tahiti | Arue    | MI170     |            | 17° 31′ 31″ S, 149° 31′ 14″ O |       |